# Victor Young
Victor Popular Young (Chicago, 8 de agosto de 1900-Palm Springs, California, 10 de noviembre de 1956) fue un compositor, arreglista, violinista y director de orquesta de nacionalidad estadounidense.

## Biografía
Nacido en Chicago, Illinois, Young empezó como compositor clásico y concertista de violín, pero decidió pasar a la esfera de la música popular cuando entró en la orquesta de Isham Jones. Estudió piano con Isidor Philipp, del Conservatorio de París. Mediada la década de 1930 se trasladó a Hollywood, donde se concentró en el mundo del cine, en la grabación de música ligera y dando apoyo musical a cantantes de fama, entre ellos Bing Crosby.
Estuvo en los siguientes grupos: Ben Pollack And His Californians, Victor Young And His Singing Strings, Victor Young's Orchestra, Victor Young's Orchestra & Chorus, Victor Young's Small Fryers.
Entre sus créditos como compositor figuran "When I Fall In Love," "Blue Star (tema de la serie Medic)," "Moonlight Serenade (Summer Love)" (de la película The Star, 1952), "Sweet Sue," "Can't We Talk It Over," "Street of Dreams," "Love Letters," "Around the World," "My Foolish Heart," "Golden Earrings," "Stella by Starlight", y "I Don't Stand a Ghost of a Chance with You."

## Discos
Young empezó a trabajar con Brunswick Records en 1931, grabando con sus grupos de estudio música bailable, valses y melodías semiclásicas hasta 1934. En dichos grupos tocaban algunos de los mejores músicos de jazz de Nueva York, entre ellos Bunny Berigan, Tommy Dorsey, Jimmy Dorsey, Joe Venuti, Arthur Schutt, Eddie Lang, y otros. Sus vocalistas eran de primera categoría, y de ellos destacaban Paul Small, Dick Robertson, Harlan Lattimore, Smith Ballew, Helen Rowland, Frank Munn, las Boswell Sisters, Lee Wiley y otros. Una de sus sesiones de grabación más interesantes tuvo lugar el 22 de enero de 1932, y en la misma se tocaron las canciones escritas por Herman Hupfeld "Goopy Geer" y "Down The Old Back Road", las cuales cantaba el mismo Hupfeld (sus dos únicas interpretaciones conocidas).
A finales de 1934 Young firmó contrato con Decca Records y siguió grabando en Nueva York hasta mediados de 1936, cuando se mudó a Los Ángeles.

## Radio y cine
En el medio radiofónico Young fue director musical de la serie de conciertos Harvest of Stars. También fue director musical de muchas grabaciones de Bing Crosby para Decca Records. También para Decca, dirigió el primer álbum de canciones de la película de 1939 El mago de Oz, una especie de disco de versiones de los temas del filme, más que una verdadera banda sonora. En el disco aparecían Judy Garland y los Ken Darby Singers cantando temas de la película con arreglos propios de Young. Además, Young compuso la música de varios discos de Decca de contenido spoken word.
En total, Young recibió 22 nominaciones a los Oscar por su trabajo en el cine, llegando a recibir cuatro nominaciones en un mismo año en dos ocasiones, pero no vivió para ver ningún premio. El único Oscar que ganó fue a título póstumo por la banda sonora de La vuelta al mundo en ochenta días (1956). Otras bandas sonoras en las que trabajó fueron las de Golden Boy (1939), Por quién doblan las campanas (1943), Cartas a mi amada (Love Letters) (1945), So Evil My Love (1948), Sansón y Dalila (1949), Our Very Own (1950), My Favorite Spy (1951), Payment on Demand (1951), The Quiet Man (1952), Scaramouche (1952), Something to Live For (1952), Shane (1953), y Written on the Wind (1956).
Como ocasional intérprete, Young puede ser visto brevemente en La angustia de vivir (1954) dirigiendo a Crosby mientras este graba en estudio el tema "You've Got What It Takes". Su última banda sonora fue la del filme Omar Khayyam, protagonizada por Cornel Wilde, rodada en 1956 y estrenada por Paramount Pictures en 1957, tras haber fallecido Young.
Victor Young falleció en 1956 en Palm Springs, California, tras sufrir una hemorragia cerebral. Tenía 56 años de edad. Fue enterrado en el Cementerio Hollywood Forever de Hollywood. Su familia donó sus recuerdos y utensilios (Oscar incluido) a la Universidad Brandeis, donde se guardan hoy en día.
A Young se le concedió una estrella en el Paseo de la Fama de Hollywood, por su actividad discográfica, en el 6363 de Hollywood Boulevard.
En 1970 se le incluyó en el Salón de la Fama de los Compositores.
Además, ganó dos Emmy, uno en 1950 por September Affair, y otro en 1954 por Light's Diamond Jubilee.

## Broadway
- Murder at the Vanities (1933) - Musical teatral – compositor asociado
- Blackbirds of 1933 (1933) - revista – compositor de canciones
- Winged Victory (1944) – Obra teatral – intérprete, en el papel de "Lee"
- Arms and the Girl (1950) - musical – intérprete, en el papel de "Son of Liberty"
- Pardon Our French (1950) - revista - compositor
- Seventh Heaven (1955) - musical - compositor

## Premios y distinciones
Premios Óscar
| Año  | Categoría                                              | Película                           | Resultado |
| ---- | ------------------------------------------------------ | ---------------------------------- | --------- |
| 1939 | Banda sonora original                                  | Army Girl                          | Nominado  |
| 1939 | Banda sonora original                                  | Breaking the Ice                   | Nominado  |
| 1940 | Mejor banda sonora original                            | Sueño dorado                       | Nominado  |
| 1940 | Mejor banda sonora original                            | El hombre de la conquista          | Nominado  |
| 1940 | Mejor orquestación                                     | Camino hacia el Sur                | Nominado  |
| 1941 | Mejor banda sonora original                            | Mando siniestro                    | Nominado  |
| 1941 | Mejor banda sonora original                            | Policía montada del Canadá         | Nominado  |
| 1941 | Mejor banda sonora original                            | Arizona                            | Nominado  |
| 1941 | Mejor orquestación                                     | Adelante, mi amor                  | Nominado  |
| 1943 | Mejor banda sonora de una película dramática o comedia | Tigres del aire                    | Nominado  |
| 1943 | Mejor banda sonora de una película dramática o comedia | Reina de plata                     | Nominado  |
| 1943 | Mejor banda sonora de una película dramática o comedia | Ella y su secretario               | Nominado  |
| 1944 | Mejor banda sonora de una película dramática o comedia | Por quién doblan las campanas      | Nominado  |
| 1946 | Mejor banda sonora de una película dramática o comedia | Cartas a mi amada                  | Nominado  |
| 1949 | Mejor banda sonora de una película dramática o comedia | El vals del emperador              | Nominado  |
| 1950 | Mejor canción original                                 | Mi loco corazón                    | Nominado  |
| 1951 | Mejor banda sonora de una película dramática o comedia | Sansón y Dalila                    | Nominado  |
| 1957 | Mejor banda sonora de una película dramática o comedia | La vuelta al mundo en ochenta días | Ganador   |
| 1957 | Mejor canción original                                 | Escrito sobre el viento            | Nominado  |